# カナタタケヒロ
 カナタ タケヒロ （1984年5月24日 - ）は、日本のボーカリスト、ギターリストであり、ロックバンド・LEGO BIG MORLのボーカル・ギター担当。本名は金田 健大。愛称はキンタ。主に作曲を担当。

## 人物
- 身長187cm。
- 同バンドの前はパンクバンドを組んでいた。
- 2009年1月28日 同バンドの初のフルアルバム『Quartette Parade』でメジャーデビュー。
- バンドを組み始めたときはACIDMAN、STRAIGHTENER、THE BAND APARTを目標にしていた。
- RAINBOWはカナタの原曲であり、ディレイという機材を初めて使用して作った曲でもあり、初々しい感じをモチーフにして、初期衝動が詰まった子供心をイメージした曲である。
- バンド活動以外にもソロで弾き語りライブなどを行っている。

## 使用機材
- ストラトのボディにテレキャスのパーツを乗せたオーダーメイド｢SLIP!｣
- Rickenbacker
- Gibson Les Paul
- Gibson ES-335

## 出演ライブ
- 2017年3月8日（水）－“熊本地震チャリティーLIVE”〜演らない善より演る偽善〜vol.3（新宿SAMURAI）

- 2019年11月3日（日）－しゅうニャンフェス2019（周南市立徳山駅前図書館）